# Цеполы
Цеполы (лат. Cepola) — род морских лучепёрых рыб из семейства цеполовых (Cepolidae). Морские хищные рыбы, обитающие от берегов Англии до Средиземного моря, в Индийском и в западной части Тихого океана от Новой Зеландии до Японии.

## Описание
Рыбы средних или крупных размеров. Тело тонкое, удлинённое, сильно сжатое с боков, постепенно заостряется к хвосту. Туловище короткое. Анальное отверстие располагается под основанием грудного плавника. Голова сжатая с боков, тупая, очень короткая. Боковая линия поднимается от верхнего конца жаберного отверстия к спинному плавнику и далее идёт вдоль его основания. Диаметр глаза 3 раза в длине головы. Рот конечный, косой. Рыло очень короткое. Зубы тонкие, длинные. Жаберные отверстия широкие. Спинной и анальный плавники длинные. Спинной плавник начинается на затылке, анальный — несколько позади основания грудного плавника — оба плавника сливаются с хвостовым. Грудные плавники короткие. Хвостовой плавник редуцирован.

## Биология
Донные рыбы, обитающие на глубинах 400 метров. Живут в норах, которые сооружают в песчаном или илистом грунте, либо скрываются в других укрытиях и в пещерах. В укрытиях рыбы проводят большую часть дня и становятся активными с наступлением сумерек. Иногда плавают в вертикальном положении в толще воды. Питаются преимущественно мелкими планктонными ракообразными.

## Классификация
На апрель 2019 года в род включают 5 видов:
- Cepola australis Ogilby, 1899
- Cepola haastii (Hector, 1881)
- Cepola macrophthalma (Linnaeus, 1758) — Европейская цепола
- Cepola pauciradiata Cadenat, 1950
- Cepola schlegelii Bleeker, 1854 — Цепола Шпегеля, или японская цепола, или рыба — красный меч